# Amygdalite
L'amygdalite ou encore tonsillite est une inflammation spécifique de l'amygdale causée par une infection virale ou bactérienne et fait le plus souvent suite à une angine mal soignée.
Son traitement habituel dépend du pathogène impliqué (ex : virus de la grippe, streptocoque du groupe A, etc).
Lorsque l'infection est chronique, elle devient cause d'infections récidivantes de la sphère ORL. En cas d'échec des traitements antibiotiques pour assainir l'amygdale, le geste chirurgical devient indiqué et il faut procéder à une tonsillectomie,.